# Herrschaft Tüppelsgrün

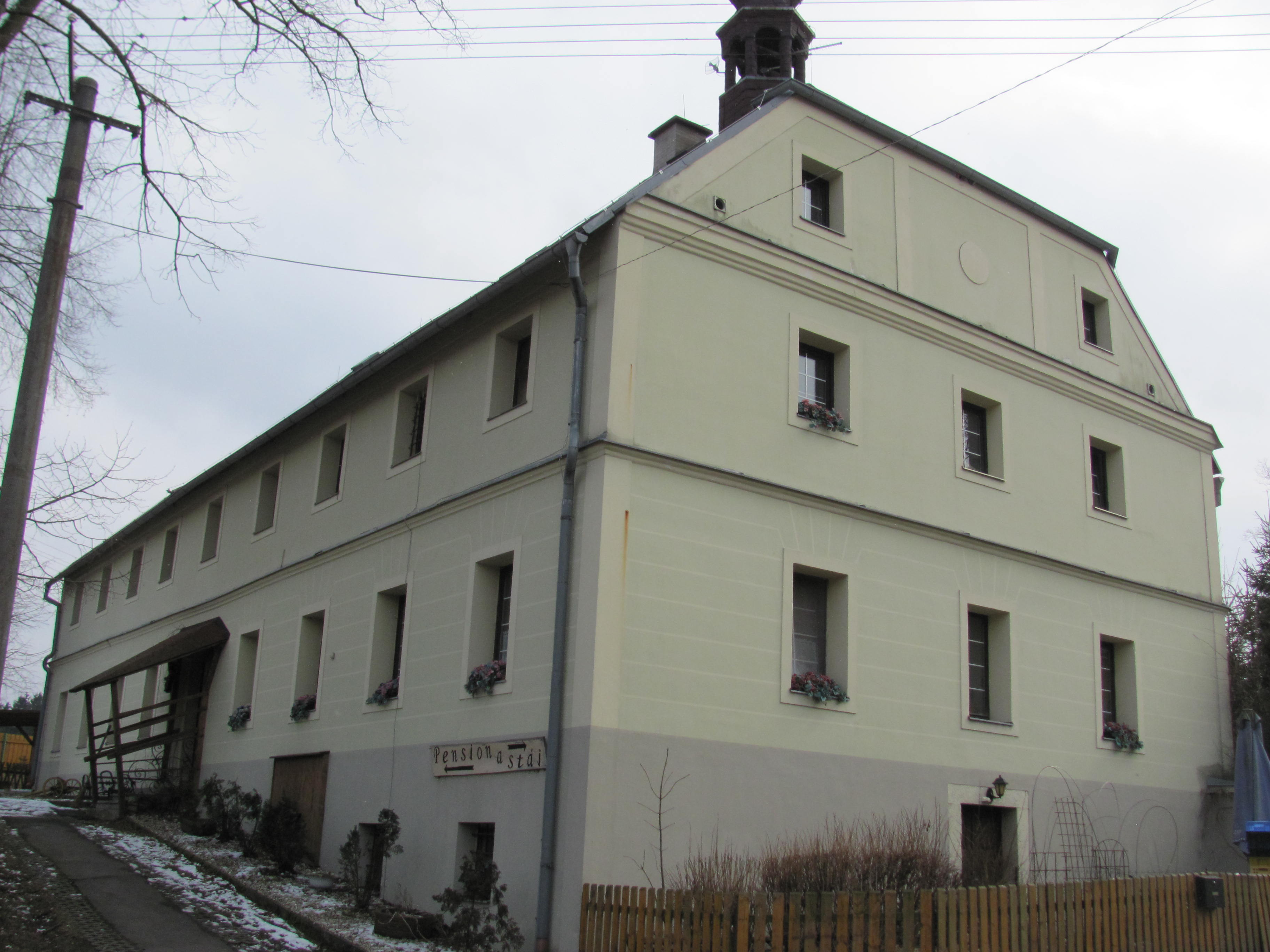
Altes Schloss in Děpoltovice

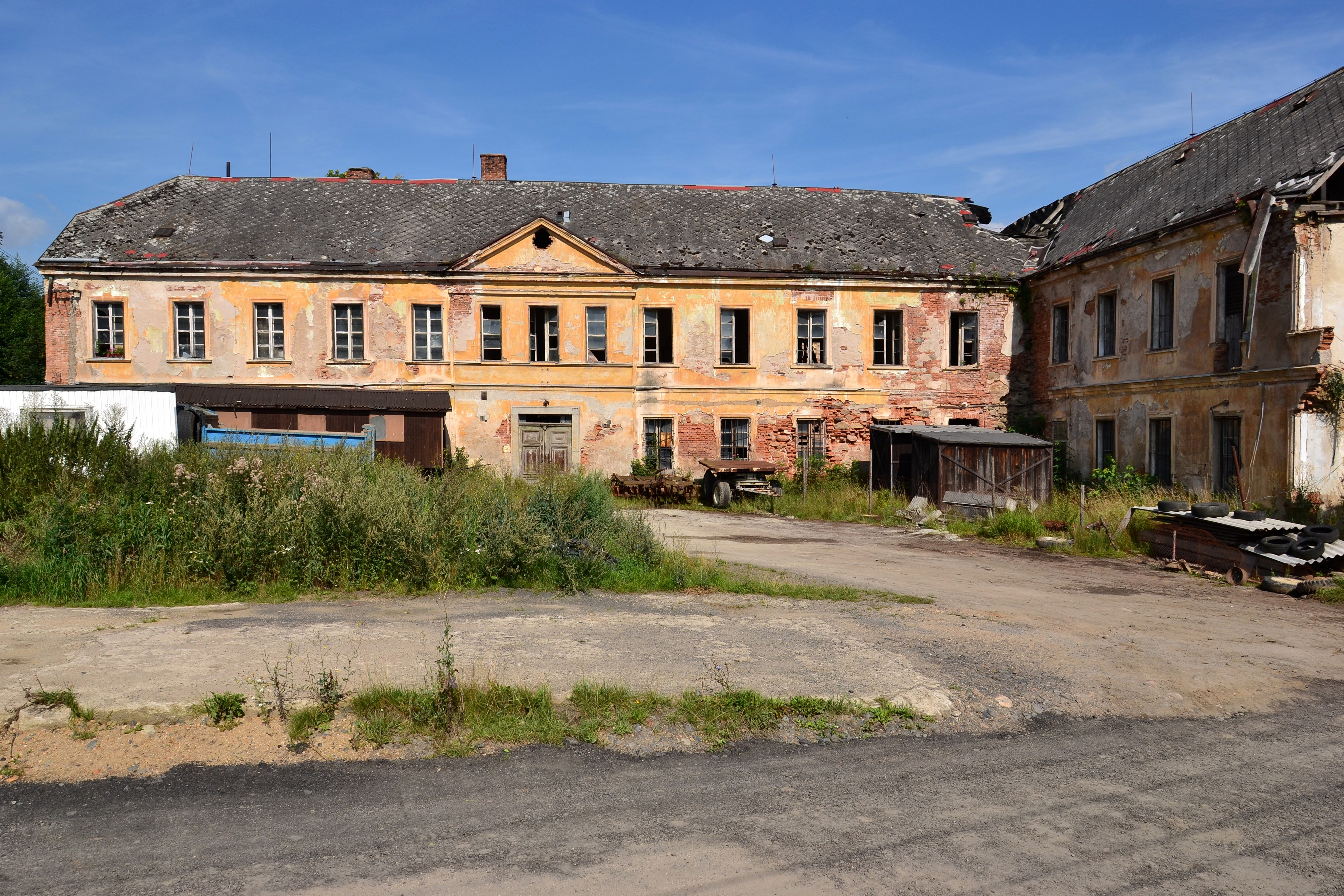
Neues Schloss in Děpoltovice

Die Herrschaft Tüppelsgrün (tschechisch Děpoltovice) war eine Herrschaft im Elbogener Kreis in Böhmen. Mit der Bildung der Gerichtsbezirke 1848/49 erfolgte die Aufhebung der Erbuntertänigkeit und Patrimonialgerichtsbarkeit.

## Lage
Die Herrschaft lag im nordöstlichen Teil des Elbogener Kreises am Fuße des Erzgebirges, links des Flusses Eger. Sie grenzte im Norden an die Herrschaft Schlackenwerth, im Osten an das Gut Dalwitz, im Süden an die Herrschaft Karlsbad, im Westen an die Herrschaft Elbogen und das Falkenauer Dorf Neurohlau und im Nordwesten an die Herrschaft Neudek.

## Geschichte
Das Gut Tüppelsgrün war einst Lehensbesitz des Klosters Tepl. Das herrschaftliche Schloss wurde vermutlich in der zweiten Hälfte des 16. Jahrhunderts von den damaligen Besitzer den Schlicks erbaut. Unter Johann Joachim Ratiborsky aus Chzebus war Tüppelsgrün dermaßen verschuldet, das selbiger es 1645 an Julius Heinrich von Sachsen-Lauenburg veräußerte. Bis Anfang des 19. Jahrhunderts blieb Tüppelsgrün mit der Herrschaft Schlackenwerth vereinigt. 1819 wurde sie von derselben getrennt. Von der k. k. Hofkammer feilgeboten, hatte es Friedrich Ritter von Neupauer erstanden, der sie seinem Schwager Jacob Veith käuflich überließ. Letzterer war seit 1828 auch Besitzer der Herrschaft Neudek. Am 2. Mai 1829 gelangten die Herrschaften Tüppelsgrün und Neudek durch Erbschaft an dessen Tochter, Anna Freiin von Kleist, geb. Veith, die mit Heinrich Freiherr von Kleist verheiratet war. 1849 wurde die Erbuntertänigkeit und die Patrimonialgerichtsbarkeit aufgehoben und die Gerichtsbezirke gebildet. Die Grundherren waren somit nur noch Grundbesitzer. Henrich Freiherr von Kleist übertrug den Besitz nebst Neudek und Oberchodau am 1. März 1869 seiner Tochter Anna Gräfin von der Asseburg, geb. von Kleist. 1881 veräußerte sie die Güter an Moritz von Königswarter.

## Ortschaften
- Tüppelsgrün (Děpoltovice)
- Zettlitz (Sedlec u Karlových Var)
- Alt-Rohlau (Stará Role)
- Ottowitz (Otovice u Karlových Var)
- Schankau (Čankov)
- Sittmesgrün (Mezirolí)
- Spittengrün (Nivy)
- Edersgrün (Odeř)
- Ruppelsgrün (Ruprechtov)